# Патрік Да Сілва
Патрік Да Сілва (дан. Patrick Da Silva, нар. 23 жовтня 1994, Калуннборг) — данський футболіст, захисник фарерського клубу «Клаксвік».
Виступав, зокрема, за клуб «Брондбю», а також молодіжну збірну Данії.

## Клубна кар'єра
Народився 23 жовтня 1994 року в місті Калуннборг. Вихованець футбольної школи клубу «Брондбю». Дорослу футбольну кар'єру розпочав 2012 року в основній команді того ж клубу, в якій провів три сезони, взявши участь у 38 матчах чемпіонату. 
Згодом з 2015 по 2022 рік грав у складі команд «Раннерс», «Брондбю», «Норшелланн», «Роскілле», «Люнгбю» та «Торнбью».
До складу клубу «Клаксвік» приєднався 2022 року. 

## Виступи за збірні
У 2013 році дебютував у складі юнацької збірної Данії (U-19), загалом на юнацькому рівні взяв участь у 7 іграх, відзначившись одним забитим голом.
Протягом 2015–2016 років залучався до складу молодіжної збірної Данії. На молодіжному рівні зіграв у 8 офіційних матчах, забив 1 гол.

## Титули
Клаксвік
 Чемпіон Фарерських островів (2): 2022, 2023
 Переможець Суперкубка Фарерських островів (2): 2022, 2023